# Дом Полтавского губернского земства
Дом Полтавского губернского земства — памятник истории и архитектуры Украины в Полтаве, расположенный в площади Конституции, 2. Дом построен в 1903—1908 годах по проекту архитектора Василия Кричевского, с использованием первобытных проектов Е. И. Ширшова и М. А. Николаева. Дом Полтавского губернского земства стал первым образцом нового украинского архитектурного стиля в Полтавской области. В настоящее время здесь размещается Полтавский краеведческий музей.

## История здания

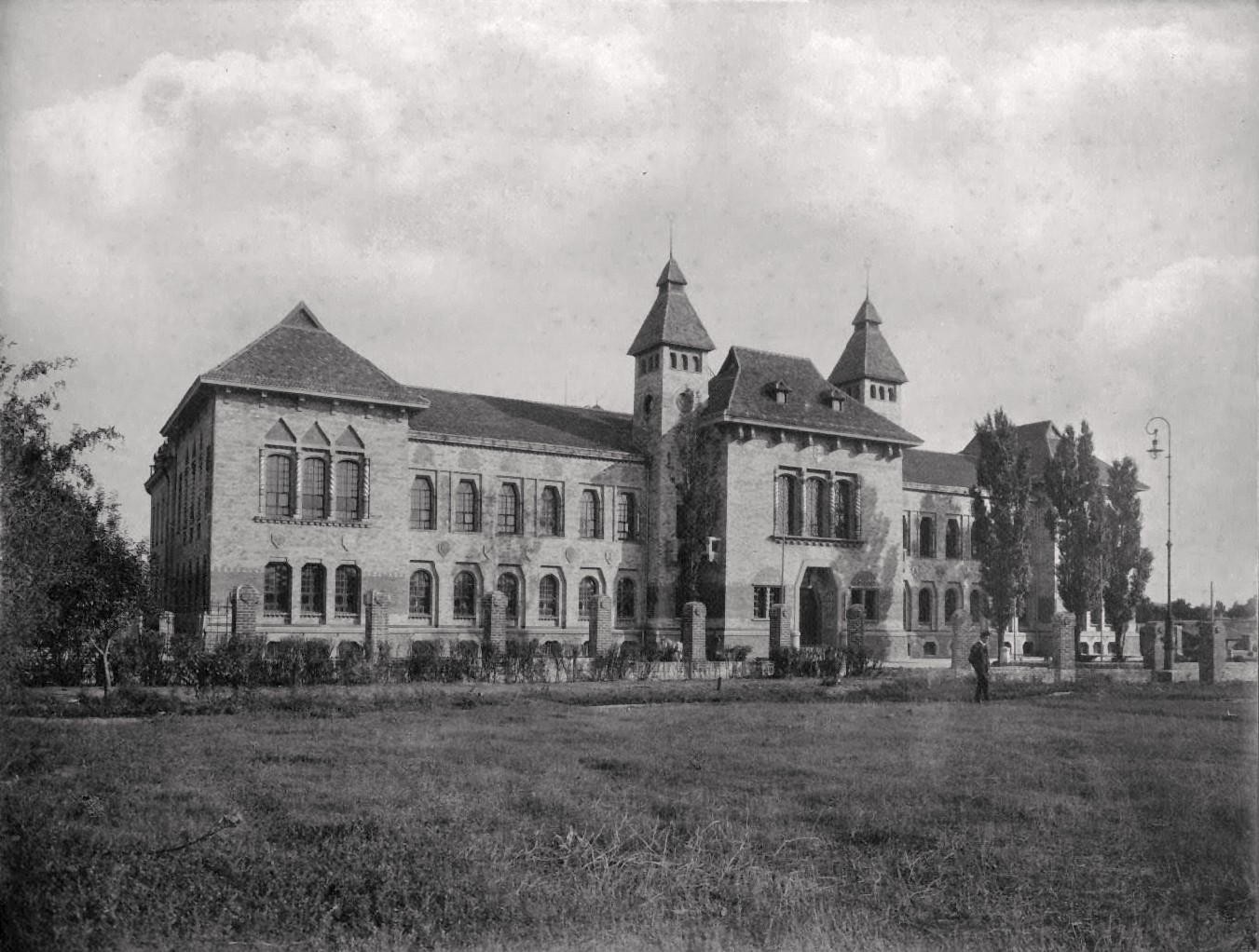
Дом в начале 20 века

Дом первые 12 лет функционировал как административно-музейное сооружение. В 1906 году Катериной Скаржинской земству была подарена значительная коллекция музейных экспонатов в общем количестве около 20 тысяч. Также, чуть позже в музей земства была подарена коллекция Павла Бобровского. В 1920 году все здание губернского земства было отдано Центральному пролетарскому музею Полтавщины, в том же году состоялось открытие экспозиции. В 1920—1941 годах действовала отдельная экспозиция «Кабинет славных полтавчан».
Во время Великой Отечественной войны большая часть экспонатов была разграблена, помещение музея варварски было сожжено. В 50-е годы дом был вновь отстроен по проектам архитекторов П. Кострика, В. Крачмера, Н. Квитки и других. Большинство форм строения было сохранено, но некоторые части крыши и её цвет были изменены, также изменилась отделка и фрески в главном зале.
В настоящее время в доме располагается Полтавский краеведческий музей. В музее хранится более 190 тысяч единиц хранения, среди которых более 360 ковров, 155 плахт, большие коллекции предметов нумизматики, вышивок, полотенец, керамических изделий, археологических находок и других ценных материалов. Экспозиция состоит с отделов археологии, истории, этнографии, истории религии и народного искусства.
В 2017 году Министерство культуры Украины лишило Полтавский краеведческий музей статуса памятника архитектуры государственного значения.. В 2018 году Кабинет Министров Украины вносит здание в Государственный реестр недвижимых памятников Украины как объект культурного наследия национального значения.

## Архитектура

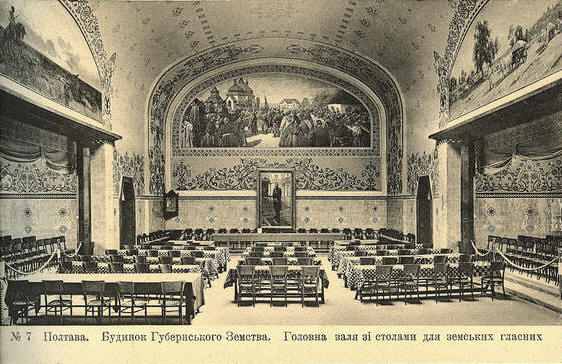
Главный зал со столами для земских гласных, начало XX век

Дом имеет симметричный Ш-образный план. В средней его части расположен вестибюль, центральный холл с парадно-развернутой лестницей, большой зал заседаний. Остальные части имеют широкие коридоры, объединяющие деловые помещения земской управы, расположенные на двух этажах. На третьем этаже со стороны двора были устроены музейные помещения, в одном из крыльев — комнаты гостиничного назначения. Подвальный этаж отводился для хозяйственных и архивных помещений.
Общая композиция дома была очень выразительной, её определяли три выступающих вперёд объёма и две высокие башни, фланкировавшие центральный выступ. Основную стену, облицованную светло-жёлтой керамикой, на первом этаже прорезают стройные окна с полукруговой перемычкой, вписанные в трапеционные ниши, на втором этаже окнам приданы трапеционной формы, их перемычки опираются на колонки витой формы. Главный вход углублён в лоджию трапеционной формы, такую же форму имеет дверной проём. По обеим сторонам главного входа — спаренные окна с гранёным резным столбиком. Над главным порталом устроены тройные окна с винтовыми белосиними колоннами, над которыми изображён герб Полтавы в окружении флагов.
Главный зал отмечал определённо решённое крестное пространство, перекрытое эллиптическим сводом. Стены зала покрывали растительные орнаменты, выполненные по эскизам Николая Самокиша, и три больших тематических картины, написанные Сергеем Васильковским с помощью Николая Уварова, Михаила Беркоса. На главной оси зала расположена картина «Выборы полтавского полковника М.Пушкаря», слева на продольной стене — «Казак Голота и татарин», справа — «Ромодановский шлях». Первая картина прославляла демократические формы выбора руководителей, вторая раскрывала тему воинской победы в обороне полтавского края, третья — торговые связи и предпринимательство.